# 3805 Goldreich
3805 Goldreich је астероид главног астероидног појаса. Приближан пречник астероида је 12,9 ,
а средња удаљеност астероида од Сунца износи 2,683 астрономских јединица (АЈ).
Инклинација (нагиб) орбите у односу на раван еклиптике је 11,838 степени, а орбитални период износи 1605,208 дана (4,394 године). Ексцентрицитет орбите астероида износи 0,188.
Апсолутна магнитуда астероида износи 12,7 а геометријски албедо 0,116.
Астероид је откривен 28. фебруара 1981. године.